# 투르쿠 피바다

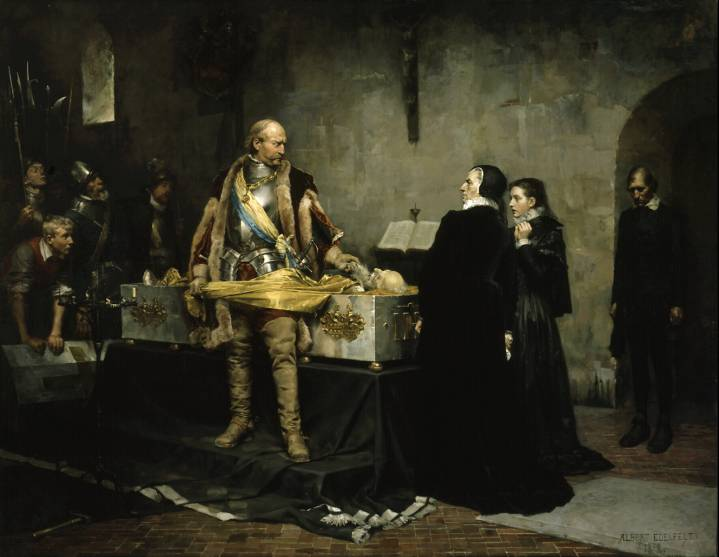
〈클라스 플레밍의 시체를 모욕하는 칼 공작〉 (알베르트 에델펠트 그림)

투르쿠 피바다(핀란드어: Turun verilöyly 투룬 베릴뢰윌뤼[*], 스웨덴어: Åbo blodbad 오보 블로드바드[*])는 1599년 11월 10일 당시 스웨덴령이었던 핀란드 투르쿠에서 칼 아브 쇠데르만란드 공작의 반대파 귀족 14인이 공개처형된 사건이다. 칼 공작은 시기스문드 폐위전쟁의 막바지 전투인 스통게브로 전투에서 승리해 승기를 잡고 핀란드에 상륙하여 핀란드의 잔여 시기스문드파를 분쇄했다.
핀란드의 시기스문드파는 아르비드 스톨라름과 악셀 쿠르키가 이끌었는데, 이 둘은 사형이 선고되었지만 정치적 이유로 스톡홀름으로 끌려가 투옥되었다. 처형된 사람으로는 칼 공작의 숙적이었던 클라스 플레밍 남작의 아들 요한 클라에손 플레밍, 올라비 클라에손 플레밍, 플레밍 남작의 사생아 닐로 이바린포이카, 해메성 성주 스텐 구스타프손 핀케, 부올테 장원 영주 하르티카 헨리킨포이카, 투르쿠성 부성주 미카엘 파발린포이카 뭉크 등이 있었다.

## 같이 보기
- 몽둥이 전쟁
- 시기스문드 폐위전쟁

## 참고 자료
- Uusi tietosanakirja, Tietosanakirja oy 1960–1966
- Nenonen, Kaisu-Maija & Teerijoki, Ilkka: Historian suursanakirja. Juva:WSOY, 1998. ISBN 951-0-22044-2.